# Уралов, Олег Владимирович
Оле́г Влади́мирович Ура́лов (1943—2015) — советский режиссёр документального кино.

## Биография
Oкончил школу № 167, работал в Москве слесарем, радиомонтажником и механиком точных работ. Учился в Московском авиационном институте.
Вступил в КПСС в 1971 году.
Окончил ВГИК В 1974 году по специальности режиссёр документального кино и телефильма, заочную ВПШ при ЦК КПСС (отделение журналистики) в 1978 году.
Работал в кино с 1974 года, в Главной редакции телеинформации Агентства печати «Новости», с 1976 года перешёл в ЦСДФ, неоднократно избирался секретарём партийной организации ЦСДФ, в 1986 году стал директором. В 1986 году стал секретарём правления СК СССР.
Председатель совета директоров и генеральный директор «Корпорации Видеофильм» (с 1987 года).
Заместитель председателя Государственного комитета по кинематографии СССР.
Региональный президент от России в Европейской Экономической Палате. Президент Фонда духовного развития «Искусство-детям».
Государственная премия СССР (1987) — за фильм «Ю. В. Андропов. Страницы жизни»
Кинорежиссёр высшей категории.
Был членом жюри кинофестивалей документальных фильмов в Тампере, Карловых Варах и Дрездене.

## Фильмы
Автор сценария и режиссёр более 70 документальных фильмов, в том числе:
- «Американцы знакомятся с нами» (1978)
- «На страже мира и труда» и «Красная гвоздика» (1979)
- «Иерусалим» (1981)
- «Сионизм перед судом истории» (1982)
- «Карьера под солнцем» и «Лицензия на насилие» (1983)
- «Ю. В. Андропов. Страницы жизни» (1984, Гран-при на пятом Всесоюзном кинофестивале 1986 года в Алма-Ате)
- «Женева: начало диалога» (1985)